# Krasnica
Krasnica este o arie protejată (arie specială de conservare — SAC, sit de importanță comunitară — SCI) din Slovenia întinsă pe o suprafață de 74,85 ha, integral pe uscat.

## Localizare
Centrul sitului Krasnica este situat la coordonatele 46°07′47″N 13°48′45″E / 46.1298°N 13.8126°E.

## Înființare
Situl Krasnica a fost declarat sit de importanță comunitară în aprilie 2004 pentru a proteja 1 specie de animale. Situl a fost protejat și ca arie specială de conservare în februarie 2012.

## Biodiversitate
Situată în ecoregiunea alpină, aria protejată conține 1 habitat natural: Peșteri inaccesibile publicului.
La baza desemnării sitului se află o specie protejată de  nevertebrate: Austropotamobius torrentium.